# Aeroportul Molokai
Aeroportul Molokai (IATA: MKK, ICAO: PHMK, FAA LID: MKK) este un aeroport din Hawaii, Statele Unite ale Americii ce deservește zona Kaunakakai⁠(d). Aeroportul a fost tranzitat în 2021 de 136.261 de pasageri. A fost deschis în 1927.
Situat la o altitudine de 138 m, aeroportul dispune de 2 piste.

## Infrastructură

### Piste
Aeroportul dispune de 2 piste. Pista 05/23 are suprafața de asfalt și dimensiunile 4.494 picioare × 100 picioare. Pista 17/35 are suprafața de asfalt și dimensiunile 3.118 picioare × 100 picioare. 